# Howa Type 89
Howa Shiki 89 hay còn gọi là Howa Type 89 (89式5.56mm小銃, はちきゅうしき5.56ミリしょうじゅう, hachi-kyūshiki-go-ten-go-roku-miri-syōjū) là một loại súng trường tấn công sử dụng đạn tiêu chuẩn 5.56×45mm NATO do Mỹ phát triển. Súng này do Nhật Bản chế tạo (ủy thác cho HOWA Machiner) để trang bị cho Lực lượng Phòng vệ Nhật Bản và các Đội An ninh Đặc biệt của Lực lượng Tuần Duyên Nhật Bản. Loại súng này không bao giờ được xuất khẩu ra khỏi Nhật Bản theo luật cấm xuất khẩu vũ khí tối tân của Nhật Bản để bảo vệ các thông số bí mật quân sự. Shiki 89 đã thay thế các khẩu súng trường tự động Shiki 64 trước đó trong việc chiến đấu ngoài chiến tuyến.

## Lịch sử

### Bối cảnh
Trong chiến tranh Việt Nam, quân đội Hoa Kỳ đã thay thế khẩu M14 bằng khẩu M16 vì nhiều lý do khác nhau trong đó có lý do là để có tốc độ bắn nhanh hơn, nhẹ hơn và độ giật ít hơn. Trên thực tế việc đó đã rút ngắn tầm tác chiến hiệu quả của bộ binh trên chiến trường vì loại đạn 5.56x45mm NATO sát thương khá kém trong khoảng cách xa, dù vậy loại đạn 5,56x45mm vẫn trở thành loại đạn tiêu chuẩn cho tất cả các loại súng trường tấn công của NATO. Khi nhu cầu về một loại súng trường trang bị đại trà cho quân đội sử dụng loại đạn tiêu chuẩn mới tăng lên trong JMSDF, Viện Nghiên cứu và Phát triển Kỹ thuật thuộc Cục Phòng vệ Nhật Bản (nay là Bộ Quốc phòng Nhật Bản) đã đặt hàng HOWA Machinery phát triển một loại súng trường tấn công mới thay thế cho Shiki 64 sử dụng đạn 7,62x51mm NATO đã phục vụ  25 năm trước đó.

### Nguyên lý thiết kế
HOWA Machinery đảm nhiệm hầu hết việc phát triển chính do công ty đã được Công ty Armalite của Liên bang Mỹ bán giấy phép sản xuất súng trường  Armalite AR-18 dùng cho mục đích thương mại. Đáng lưu ý, khẩu AR-18 đã bị Quân đội Liên bang  Mỹ chối bỏ, không chấp nhận sử dụng khi nó được giới thiệu, dù cho sở hữu nhiều ưu điểm lớn so với khẩu M-16 hay M4.
Giống như hầu hết các dòng súng sử dụng cỡ đạn 5.56×45mm, Type 89 có cơ cấu nạp đạn hoạt động theo nguyên tắc trích khí với piston ngắn, bệ khóa nòng hình vuông được cố định bên trong buồng đạn bằng 2 thanh dẫn. Mỗi thanh dẫn có lò xo của riêng mình, cả hai đều được cố định vào một tấm thép nhỏ ở cuối buồng đạn.
Quá trình tháo-lắp thanh dẫn, bệ khóa nòng khá đơn giản, thoi nạp đạn xoay của khẩu súng có 7 mấu tương tự như trên AR-15 nhằm khóa viên đạn cố định vào buồng đạn. Buồng đạn của Type 89 được gia công bằng thép dập tương tự như AKM. Các bộ phận của nó có độ dung sai khá lớn. Nòng súng của Type 89 được thiết kế dưới dạng gắn tự do (không tiếp xúc với bất kì bộ phận nào khác của súng ngoài khoang chứa đạn và bộ phận trích khí) và được mạ crôm để hạn chế việc bị ăn mòn. Type 89 sử dụng hộp đạn 20/30 viên STANAG tiêu chuẩn. Hộp đạn của Type 89 được làm bằng nhựa chịu lực và được thiết kế để có gắn cùng nhau mà không cần dụng cụ hỗ trợ. Ngoài ra một loại hộp đạn tròn kép cũng được chế tạo với sức chứa là 100 viên.
Thiết kế thước ngắm của súng trường Type 89 gần như tương tự AR-18 nhưng được cải tiện lại, thân súng cũng được thu gọn để phù hợp hơn với binh sĩ Nhật Bản. Tay cầm và hầu hết những chi tiết bọc ngoài của khẩu súng được làm bằng bằng vật liệu nhựa tổng hợp cao phân tử và chịu lực cao để giảm trọng lượng, thép được gia cố vào ở những nơi cần thiết. Tay cầm cò súng có sáu rãnh để có thể dễ dàng cầm nắm hơn. Tất cả các chi tiết của khẩu súng đều được gắn với nhau bởi các đinh ghim vì thế có thể tháo rời và ráp lại khẩu súng mà không cần đến công cụ. Giống như nhiều mẫu súng trường tấn công trước đó của Nhật Bản, báng súng của type 89 được làm dạng khung có thể gấp gọn lại để tiết kiệm không gian khi di chuyển, phần cuối báng súng có khoang trống để chứa các dụng cụ làm sạch. Để tăng khả năng hỗ trợ hỏa lực trên chiến trường, Type 89 cũng có thể gắn chân chống chữ V để việc tác chiến được thuận tiện hơn hoặc có thể tích hợp thêm các loại vũ khí khác như súng phóng lựu tiêu chuẩn M203 của Mỹ hay súng phóng lựu Type 06 do Nhật Bản tự phát triển. Súng còn có thể lắp thêm lưỡi lê một cách nhanh chóng để cận chiến.
Để có thể phát triển loại súng phù hợp với binh lính Nhật, một số lượng nhỏ các mẫu thử nghiệm đã được đưa cho lực lượng phòng vệ Nhật Bản để thực nghiệm. Sau khi thu tập thông tin từ giai đoạn thử nghiệm thì khẩu AR-18 được nghiên cứu kỹ hơn, mẫu đầu tiên được lên thiết kế là HR-16 (HR1604). Mẫu HR-15 là mẫu theo dự tính sẽ trở thành Shiki 89 nhưng sau khi phát triển sâu hơn thì có thêm các mẫu HR-10, HR-11 và mẫu HR-13 năm 1989 trở thành Shiki 89.